# Halliwick
Halliwick es un concepto, originalmente desarrollado para enseñar a pacientes con discapacidad (física) a nadar y a ser independientes en el agua. El concepto fue fundado por James McMillan, un ingeniero de mecénica de fluidos. Sus objetivos principales eran la participación y la independencia.
La independencia es un prerrequisito importante para la participación en actividades terapéuticas o recreativas en grupo: la disposición a perder el equilibrio y saber como recuperarlo y ponerse de pie son elementos centrales. 
El Programa de diez puntos se utiliza para llegar a estos objetivos. La parte más importante de este programa es el control rotacional. También es básico para una segunda parte del concepto Halliwick: la Terapia Específica en el Agua (WST). Esta parte está centrada en el control postural,  normalizando la rigidez muscular y facilitando el movimiento. Halliwick se usa principalmente en neurorehabilitacion y pediatría. Tiene semejanzas con Bobath.
Halliwick tiene un enfoque de solución de problemas. Las posibilidades y limitaciones del paciente son analizados con el fin de utilizar una intervención sistemática (Programa de diez puntos o WST) para ayudar a los pacientes aumentando la ganancia funcional.

## El Programa de diez puntos
Ajuste Mental 

Control de Rotación Sagital

Control de Rotación Transversal

Control de Rotación Longitudinal

Control de Rotación Combinada

Empuje/ inversión mental

Equilibrio en calma

Deslizamiento con turbulencia

Progresión simple
 
Movimiento básico de Halliwick

## Mecánica de Fluidos
Las propiedades mecánicas de agua como fluido son la base de las técnicas de intervención. Como ejemplos:
-El movimiento del agua por turbulencia aporta resistencia, por lo que el paciente pierde el equilibrio poco a poco y tiene tiempo para reaccionar.
-La flotabilidad permite cambiar de posición fácilmente, lo cual tiene influencia tanto en el sistema vestibular como en la integración sensorial.
-Las fuerzas de flotabilidad contrarrestan las fuerzas de la gravedad y crean rotaciones. buoyancy forces counteract gravity forces and create rotational torques (efecto metacéntrico). Este efecto puede usarse para aumentar la carga en el tejido conectivo.

## Aplicaciones
Principalmente, Halliwick es dinámico y facilita el movimiento y el input sensorial. Halliwick tiene también una parte estática, en la cual se ejercita la activación de los músculos y la estabilización de articulaciones específicas.
Halliwick es holístico: el concepto puede ser usado para dirigirse a objetivos en todos los niveles de la Clasificación Internacional de Funcionalidad, Discapacidad y Salud (ICF).
En rehabilitación neurológica y pediátrica rehabilitation, los pacientes pueden experimentar movilidad tempranamente. Las ventajas mecánicas del agua dan soporte a las habilidades del tronco movilizándolo y estabilizándolo.En este sentido, Halliwick es una terapia de movimiento inducido por restricción sin la desventaja de compensación de la gravedad.
Muchas actividades pueden ser repetidas y variadas y los pacientes pueden aprender estrategias de equilibrio -y desequilibrio-, las cuales pueden traspasar a la tierra firme.
Esta aplicación en la prevención de caídas se extiende mediante el uso de pistas de obstáculos o Ai Chi (Noh 2008).
Halliwick también permite a un programa de actividades clasificadas: de bajo impacto mecánico y creciente demanda fisiológica, los pacientes con dolor crónico de espalda y otros pueden aumentar su capacidad funcional de una forma sobre todo lúdica.